# Bernarda Ćutuk
Bernarda Ćutuk (Zagreb, 22. prosinca 1990.) hrvatska je odbojkašica. Igra na mjestu srednje blokerice. Trenutačno nastupa za češki odbojkaški klub SK UP Olomouc.
Bila je članica ženske odbojkaške reprezentacije koja je na Mediteranskim igrama 2013. u turskom Mersinu osvojila brončano odličje.

## Životopis
Rođena je u Zagrebu 22. prosinca 1990. godine.  U djetinjstvu je počela igrati u kadetskoj i juniorskoj postavi zagrebačke Mladosti. Za seniorsku djevojčad Mladosti nastupala je između 2009. i 2011. godine u utakmicama Hrvatskog prvenstva i Europskog kupa. U sezoni 2011./12. odlazi u ŽOK Rijeka s kojom osvaja Hrvatsko prvenstvo i postaje članica hrvatske reprezentacije.
Između 2012. i 2015. igra za njemačku djevojčad SC Potsdam, s kojom nastupa u odbojkaškoj Bundesligi. Sljedeće sezone nastupa u redovima talijanskog kluba LJ Volley iz Modene.
Nosi igrački nadimak Berni, koji su joj nadjenule igračice Olomouca.